# Morella humilis
Morella humilis är en porsväxtart som först beskrevs av Adelbert von Chamisso och Schltdl., och fick sitt nu gällande namn av D.J.B. Killick. Morella humilis ingår i släktet Morella och familjen porsväxter. Inga underarter finns listade i Catalogue of Life.